# Dornier Do 335
Le Dornier Do 335 Pfeil (« Flèche » en Français) était un chasseur lourd employé par l'Allemagne nazie durant la Seconde Guerre mondiale. Il fut construit par la compagnie Dornier. La version d'entraînement à deux places s'appelait Ameisenbär (« Fourmilier »). La performance du Pfeil était bien meilleure que celle des autres bimoteurs grâce à sa configuration unique « push-pull » et à sa traînée aérodynamique beaucoup plus faible du fait de la disposition en ligne des deux moteurs. Il s'agissait de l'avion à moteur à pistons le plus rapide de la Seconde Guerre mondiale. La Luftwaffe a cherché désespérément à donner vie au projet mais un retard significatif dans la livraison des moteurs a fait que, seulement, une poignée fut livrée avant la fin de la guerre.

## Conception

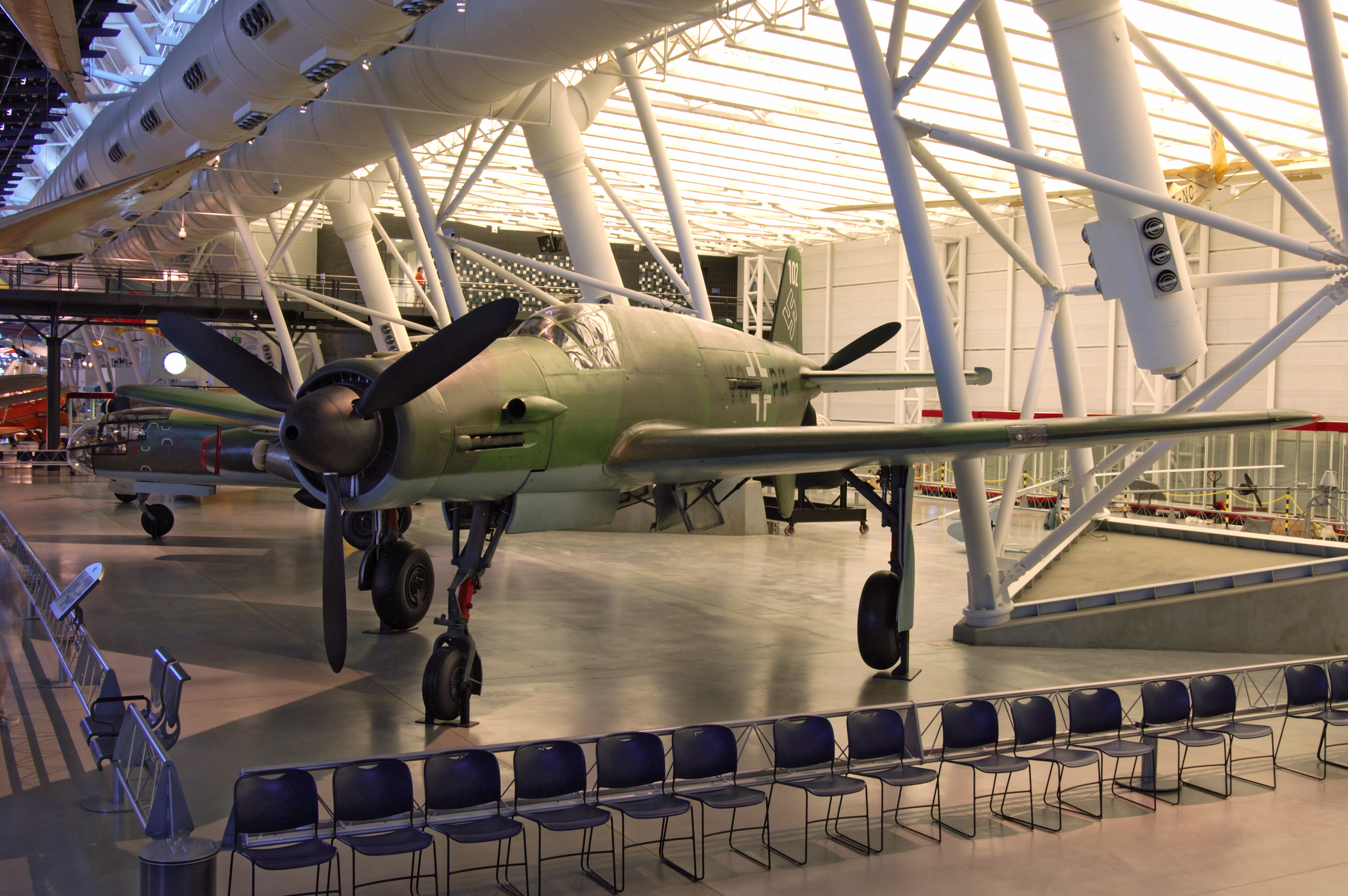
Le dernier Do 335 intact au musée Steven F. Udvar-Hazy Center de Washington.

Le Dornier Do 335 fut conçu à l'origine pour servir comme bombardier rapide (sous le nom de Do P 231). Mais sa construction particulière (avec deux moteurs en configuration push-pull : l'un à l'avant en position classique, l'autre dans l'arrière du fuselage de l'appareil en propulsion), qui lui assurait des caractéristiques de vitesses élevées, poussa la Luftwaffe à en faire un chasseur.
L'appareil se présentait comme un avion massif à l'allure peu fine perché sur un haut train d'atterrissage tricycle avec des ailes implantées très en arrière. Bien que l'appareil soit appelé semi-officiellement Pfeil (flèche), les pilotes qui menèrent les essais lui attribuèrent le nom d'Ameisenbär (fourmilier) du fait de son long nez. Le moteur avant était refroidi par un radiateur annulaire (concept cher aux Allemands qui l'utilisèrent avec grand succès sur le Ju 88, le Fw 190D et le Ta 152) donnant à celui-ci un faux air de moteur en étoile tandis que le moteur arrière était « fondu » dans la partie arrière du fuselage avec des ouvertures de refroidissement ventrales et latérales (qui ne garantissaient pas un refroidissement suffisant, d'où de nombreuses casses moteur sur les appareils de présérie).
Ces moteurs étaient dotés du dispositif d'injection d'eau-méthanol MW-50 permettant d'accroître leur puissance pendant un court laps de temps (environ dix minutes).
La verrière, fondue le plus possible dans le fuselage, était constituée de multiples carreaux de verre blindé. Celle-ci avait le principal défaut de ne pas offrir une très bonne visibilité au pilote, notamment dans l'hémisphère arrière.
Les ailes étaient de conception classique, à fort dièdre positif et à l'épaisseur caractéristique, contenant des réservoirs de carburant.
La queue présentait l'originalité d'être cruciforme, avec une dérive ventrale en plus de la dérive dorsale et l'hélice propulsive au bout. Cette hélice et la dérive dorsale étaient munies de boulons explosifs, désolidarisant ces pièces de l'appareil en cas d'éjection du pilote, garantissant à celui-ci une évacuation plus sûre sans risquer une collision particulièrement dangereuse avec ces éléments. La dérive ventrale était également équipée d'un amortisseur afin de garantir la sécurité de l'hélice lors d'un décollage ou atterrissage trop cabré.
L'armement de bord était constitué d'un canon MK 103 de 30 mm à tube long tirant au travers du moyeu de l'hélice (90 obus en réserve) et de deux canons MG 151/20 de 20 mm placés dans le capot au-dessus du moteur et tirant au travers de l'hélice.
L'appareil pouvait également embarquer jusqu'à une tonne de bombes en soute fermée dans le fuselage.
Une version du Dornier 335, dénommée « Zerstörer » comportait en plus de l'armement standard, deux autres canon Mk 103 de 30 mm dans les ailes avec 70 obus par canon.
Avec le chasseur à réaction Heinkel He 162, il fut également un des premiers avions équipés d'un siège éjectable (cependant, ce siège n'était pas très au point : en effet le nombre de g qu'il aurait fait encaisser au pilote en cas d'utilisation aurait très probablement causé son décès.).
À l'inverse des concepts allemands de l'époque qui voulaient des appareils de conception simple à la maintenance aisée (tels que le Messerschmitt Bf 109, par exemple), le Do 335 était difficile à fabriquer, requérait des métaux stratégiques en quantité et était réputé difficilement réparable.
Son premier prototype vola en septembre 1943. Il s'ensuivit la construction d'une vingtaine d'appareils de présérie monoplaces (Do 335A-0) ainsi que de quelques exemplaires d'entraînement biplace (Do 335B-0) destinés à la conversion des pilotes sur cet appareil. le premier Do 335A-0 fut livré à la Luftwaffe au milieu de 1944, avec un armement complet, fin prêt pour les essais de mise en service.
Cet appareil, considéré d'une modernité écrasante par rapport à tous les appareils à pistons de l'époque, avait le gros défaut de requérir une masse de métaux stratégiques phénoménale à une époque où l'Allemagne les rationnait, ce qui lui valut un développement long et une construction de la présérie tardive, retardant de ce fait une mise en service qui n'eut finalement jamais lieu.
On envisagea un temps une construction d'une variante à moteur DB603 tractif et à turboréacteur JuMo004b propulsif ainsi que, en collaboration avec Heinkel, d'une version de nuit biplace (Do 335 A-6/Dornier Do 535).

## Engagements
Le Do 335 ne connut qu'une courte utilisation au sein de l'Erprobungskommando 335, une unité d'évaluation opérationnelle, qui ne rencontra que rarement les appareils alliés.
Dans son livre Le Grand Cirque, l'as français Pierre Clostermann raconte une des premières rencontres en combat d'un Do 335 avec l'aviation alliée, en avril 1945. À la tête d'une patrouille de quatre Hawker Tempest de l'escadron 3 de la Royal Air Force dans la région d'Osnabrück, dans le Nord de l'Allemagne, Clostermann rencontra par chance un Pfeil isolé au ras des arbres. Ayant détecté la menace, le pilote allemand fit demi-tour à vitesse maximum. Un seul des quatre Tempest réussit à se mettre en position de tir (sans résultat), mais le très rapide Do 335 distança aisément ses poursuivants malgré l'importante vitesse à basse altitude du Tempest.

## La chasse au Do 335

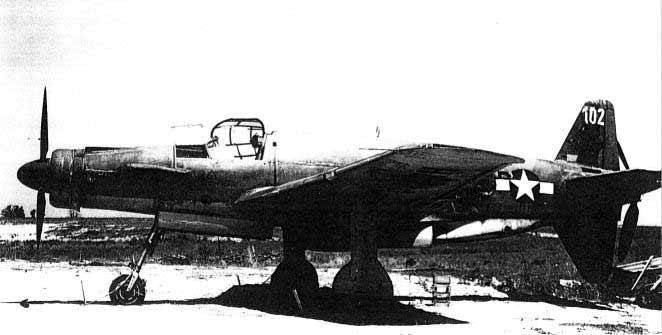
Do 335 au centre d'essais du NAS Patuxent River après la guerre.

Notamment en raison de son concept de motorisation en tandem et de son siège éjectable, les Do 335 et ses plans furent intensément recherchés par les unités alliées d'évaluation de matériel allemands. La course au Do 335 fut remportée par les Américains et les Britanniques qui se partagèrent les exemplaires qui n'avaient pas été sabotés ou détruits. Ceux-ci furent l'objet d'études intenses et engendrèrent quelques prototypes aux États-Unis reprenant, notamment, le principe de traction à piston et de propulsion par réaction. Ces successeurs du Do 335 et de ses variantes envisagées n'eurent cependant aucun succès, déjà dépassés par les appareils à seule propulsion par réaction tels que le North American F-86 Sabre.
La France elle aussi récupéra deux exemplaires de cet avion, un monoplace et un biplace, qui furent testés par le Centre d'essais en vol de Brétigny-sur-Orge, en particulier par le capitaine Roger Receveau, après la fin de la guerre.